# كين بينز
كين بينز هو لاعب كرة مضرب كندي، ولد في 1935 في تورونتو في كندا.